# 장완전역
장완전역(중국어: 江湾镇站)은 상하이시 훙커우구 런더로·이셴로 사이에 위치한 상하이 지하철 3호선의 고가철도역이다. 2006년 12월 18일 장완전역에서 장양베이루역간의 북쪽연장선이 개통되기 전까지는 3호선의 북쪽 종착역이었다.

## 역 구조
| 3층 | 상대식 승강장, 오른쪽 출입문이 열림 | 상대식 승강장, 오른쪽 출입문이 열림   |
| 3층 | ←                                   | ■3호선 상하이 남역 방면 <(다바이수)   |
| 3층 | →                                   | ■3호선 장양베이루 방면 (인가오시루)   |
| 3층 | 상대식 승강장, 오른쪽 출입문이 열림 |                                       |
| 2층 | 대합실                              | 고객센터, 자동매표기, 유인 안내데스크 |
| 1층 | 출구                                | 1-7번 출구                            |

## 출구
본 역은 운임구역에서 남북으로 서로 연결되지 않은 2개의 대합실로 이루어졌으며, 4~6번 출구는 남대합실에, 그 외 출구는 북대합실에 위치하고 있다.
|          |           |                                          |      |
| 대합실   | 출구 번호 | 출구 위치                                | 사진 |
| 북대합실 | 1번 출구  | 이셴로(逸仙路) 서측, 창중로(场中路) 남측 |      |
| 북대합실 | 2번 출구  | 이셴로 동측, 창중로 남측                 |      |
| 북대합실 | 3번 출구  | 이셴로 서측, 1번 출구 남측               |      |
| 북대합실 | 7번 출구  | 车站 서측, 창중로 남측                   |      |
| 남대합실 | 4번 출구  | 이셴로 서측, 런더로(仁德路) 북측         |      |
| 남대합실 | 5번 출구  | 이셴로 서측, 4번 출구 남측               |      |
| 남대합실 | 6번 출구  | 车站 서측, 런더로 북측                   |      |

## 버스 노선
51, 51구간, 52, 60, 97, 100, 116, 118, 132, 302, 502, 537, 552(전 노선, 구간), 713, 749, 751, 758, 812, 848, 850, 874, 875, 952